# Решани
Решани (грч. Βρυσάκι, Врисаки) је насељено место у општини Александрија у периферији Средишња Македонија, Грчка. Према попису из 2021. године било је 599 становника.
Према бугарском географу и историчару, Василу Канчову, у Решану је 1900. године живело 45 Грка. Македонски историчар Тодор Симовски, наводи да је становништво Решана вероватно словенског порекла. После Балканских ратова у селу су насељене грчке избегличке породице из Турске, укупно 174 особа.